# Bandiera del Sovrano Militare Ordine di Malta
La bandiera del Sovrano militare ordine di Malta è costituita da un vessillo di forma rettangolare con fondo di colore rosso ed una croce bianca latina. Il suo primo uso viene ricondotto al 1130, poiché sotto questa bandiera papa Innocenzo II invitava l'Ordine a combattere per la religione.

## Bandiera delle opere
Simile nei colori, ma con una croce ottagonale di Amalfi, è la bandiera operativa, generalmente più conosciuta della stessa bandiera di stato. Trae origine dall'antica Repubblica di Amalfi cui l'Ordine era strettamente legato ( il suo fondatore il Beato Gerardo Sacco era amalfitano). La sua popolarità maggiore è dovuta all'esibizione della bandiera in tutti i luoghi dove i membri dell'Ordine operano, a differenza della bandiera di stato che viene esposta negli uffici quali le residenze ufficiali o le ambasciate accanto a quella con la croce ottagona.

## Bandiera del Gran Maestro
Il vessillo del Gran maestro dell'Ordine di Malta è simile alla bandiera delle opere, ma è di forma quadrata e contornata da un collare e sostenuta da una corona. Similmente alle bandiere presidenziali degli altri paesi, viene utilizzata per accompagnare il Gran maestro o per indicare i luoghi dove risiede.